# Yasuda Michihiro
Yasuda Michihiro (sinh ngày 20 tháng 12 năm 1987) là một cầu thủ bóng đá người Nhật Bản thi đấu tại vị trí hậu vệ.

## Gia đình
Em trai của anh là Kodai Yasuda cũng là một cầu thủ bóng đá chuyên nghiệp hiện đang chơi cho Ehime FC.

## Đội tuyển bóng đá quốc gia Nhật Bản
Yasuda Michihiro thi đấu cho đội tuyển bóng đá quốc gia Nhật Bản từ năm 2008 đến 2011.

## Thống kê sự nghiệp
Nguồn:
| Đội tuyển bóng đá Nhật Bản | Đội tuyển bóng đá Nhật Bản | Đội tuyển bóng đá Nhật Bản |
| Năm                        | Trận                       | Bàn                        |
| -------------------------- | -------------------------- | -------------------------- |
| 2008                       | 5                          | 0                          |
| 2009                       | 1                          | 1                          |
| 2010                       | 0                          | 0                          |
| 2011                       | 1                          | 0                          |
| Tổng cộng                  | 7                          | 1                          |

### Bàn thắng quốc tế
| # | Ngày               | Địa điểm                             | Cap | Đối thủ  | Bàn thắng | Kết quả | Giải đấu |
| - | ------------------ | ------------------------------------ | --- | -------- | --------- | ------- | -------- |
| 1 | 4 tháng 2 năm 2009 | Sân vận động Olympic Tokyo, Nhật Bản | 6   | Phần Lan | 5–1       | 5–1     | Giao hữu |

## Danh hiệu

### Câu lạc bộ
Gamba Osaka
- Cúp Hoàng đế Nhật Bản: 2008, 2009
- J. League Cup: 2007
- Siêu cúp Nhật Bản: 2007
- AFC Champions League: 2008
- Pan-Pacific Championship: 2008

### Cá nhân
- Cầu thủ xuất sắc nhất J. League Cup: 2007
- Giải thưởng Người hùng mới J. League Cup: 2007